# 斯图尔特·雷赛德
斯图尔特·雷赛德（英語：Stuart Reside，1978年9月6日—），澳大利亚男子赛艇运动员。他曾代表澳大利亚参加2000年和2004年夏季奥林匹克运动会赛艇比赛，其中2004年奥运会获得一枚铜牌。